# Althos pectoralis
Althos pectoralis är en insektsart som först beskrevs av William Sweetland Dallas 1852.  Althos pectoralis ingår i släktet Althos och familjen bredkantskinnbaggar. Inga underarter finns listade i Catalogue of Life.